# Jan Zimmermann
Jan Zimmermann (19 d'abril de 1985) és un exfutbolista professional alemany que va desenvolupar la major part de la seva carrera al SV Darmstadt 98. Després de retirar-se com a jugador el 2020, ha estat entrenador de porters a l'Eintracht Frankfurt de la Bundesliga.